# Jean Baptiste Auguste Chauveau
Jean Baptiste Auguste Chauveau (Villeneuve-la-Guyard, 23 novembre 1827 – Parigi, 5 gennaio 1917) è stato un fisiologo francese.
Studiò all'École Nationale Vétérinaire d'Alfort e all'École Nationale Vétérinaire de Lyon.
Nel 1883 ebbe la cattedra di Anatomia e Fisiologia presso l'École Nationale Vétérinaire di Lione e mantenne questo insegnamento anche quando fu nominato direttore della Scuola, nel 1875. Il suo laboratorio divenne un centro di ricerca (ispirato alle teorie di Pasteur) sulle malattie infettive.
Nel 1886 fu nominato professore di Patologia comparata al Museo nazionale di storia naturale di Francia.
Il 1º dicembre 1889 divenne socio dell'Accademia delle scienze di Torino.
In tutta la sua carriera Chauveau condusse indagini in microbiologia, virologia, biochimica, termodinamica muscolare e cardiologia, inventando vari dispositivi per i suoi esperimenti sul cavallo.
Scrisse il Traité d'anatomie comparée des animaux domestiques, che fu poi tradotto in inglese e italiano come Trattato di anatomia comparata degli animali domestici.
Insieme a Charles-Joseph Bouchard (1837–1915), ha collaborato alla fondazione del Journal de Physiologie et Générale de Pathologie.